# Socialist Appeal
Socialist Appeal è la sezione britannica della Tendenza Marxista Internazionale. Si descrive come un' "organizzazione marxista che sostiene la trasformazione socialista della società". Il suo obiettivo dichiarato è quello di costruire una leadership rivoluzionaria capace di guidare la classe operaia nella lotta contro il capitalismo.
È stata fondata dai sostenitori di Ted Grant e Alan Woods dopo essere stati espulsi dalla tendenza Militant all'inizio degli anni '90.
Socialist Appeal è un giornale quindicinale pubblicato dal gruppo. Socialist Appeal produce anche libri, opuscoli, riviste e altro materiale educativo marxista, venduti attraverso la libreria Wellred Books Britain, da essa gestita.
Socialist Appeal descrive la sua politica come discendente da Karl Marx, Friedrich Engels, Vladimir Lenin e Leon Trotsky.

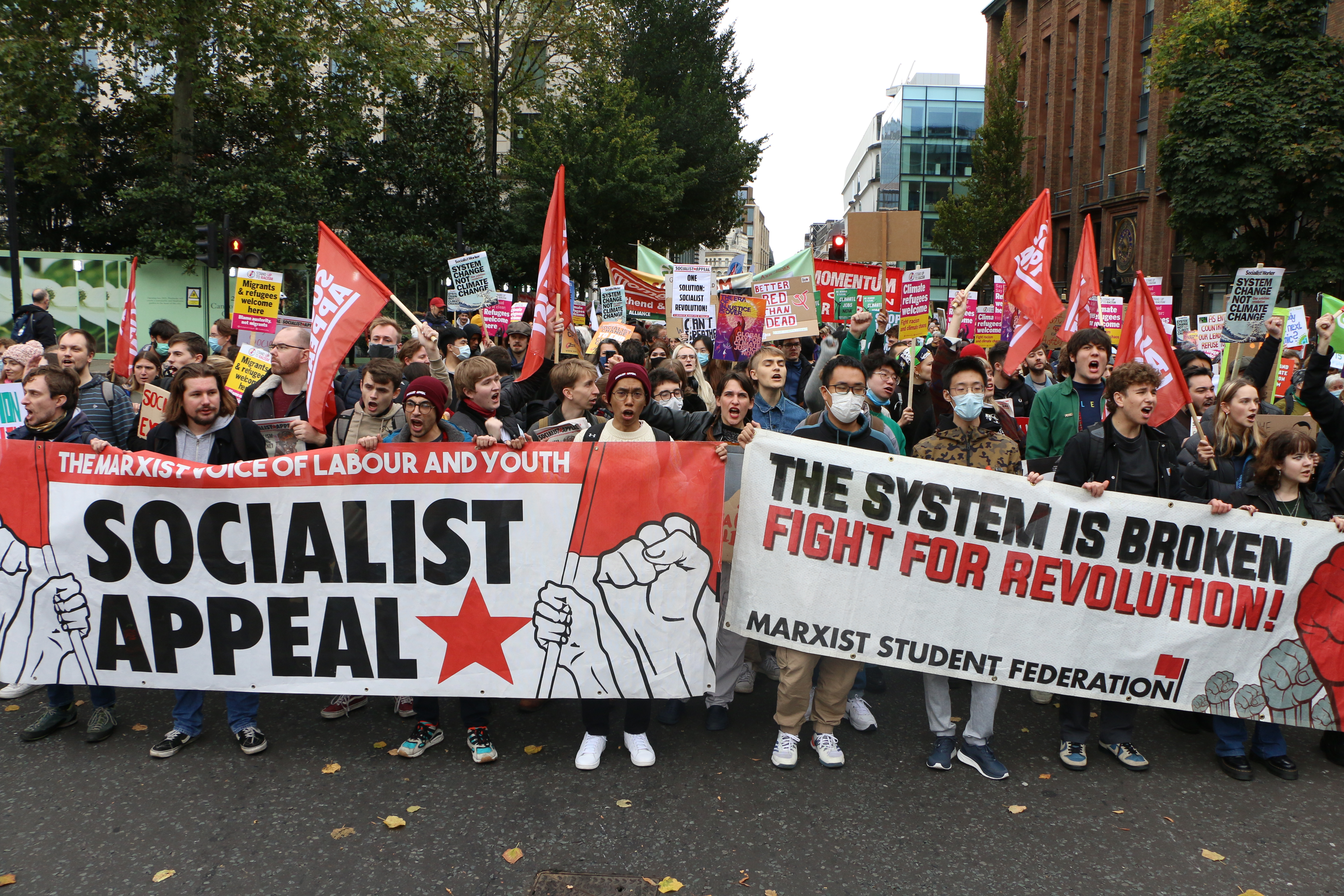
Attivisti del Socialist Appeal e della Federazione Studentesca Marxista durante un corteo sul cambiamento climatico nel 2021.

Nel 2013, il Socialist Appeal ha lanciato ufficialmente la sua ala giovanile, la Marxist Student Federation (MSF), per fornire una “piattaforma nazionale per le idee marxiste nel movimento studentesco”. Nel 2022, MSF afferma di essere presente in oltre 50 campus in tutta la Gran Bretagna. L'ala giovanile di Socialist Appeal si concentra sulle discussioni politiche nelle società marxiste universitarie, nonché sulla campagna all'interno del movimento operaio.

## Storia
Negli anni '70 e '80, il predecessore del Socialist Appeal, la tendenza Militant, era stata una forza significativa all'interno del Partito laburista britannico. Al culmine della sua influenza tra la metà e la fine degli anni '80, il Militant aveva tre parlamentari laburisti, il controllo del consiglio comunale di Liverpool e in seguito iniziò la campagna che, secondo loro, costrinse all'abbandono della Poll tax. Grant era stato uno dei fondatori e il leader teorico del gruppo Militant, ma fu espulso insieme ad altri sostenitori dopo il dibattito del 1991 sull'Open Turn.
Una decisione speciale della conferenza di sostenere l'Open Turn dal 93% al 7% ha comportato che i sostenitori del Militant abbandonassero la strategia entrista di lavorare all'interno del Partito Laburista e se ne andassero per formare un'organizzazione indipendente. Il nuovo partito era inizialmente conosciuto come Militant Labour, cambiando nome nel 1997 in Socialist Party in Inghilterra e Galles, mentre in Scozia lo Scottish Militant Labour incentivò la formazione del Partito socialista scozzese .
La scissione fu causata dall'adozione da parte della maggioranza della tendenza Militant dell'Open Turn, dal continuo sostegno di Grant alla tattica dell'entrismo all'interno del Partito Laburista e da ciò che Grant e Woods sostenevano fosse la degenerazione centralista burocratica del regime interno del Militant.
Socialist Appeal iniziò a pubblicare il proprio giornale nel 1992. Nel 2000, si stima che il gruppo avesse circa 250 sostenitori.
Nel 2013, la tendenza in Gran Bretagna ha dato una svolta al movimento studentesco lanciando la Marxist Student Federation.
In seguito al referendum sull’indipendenza scozzese in cui gli scozzesi votarono per mantenere l’unione con il resto del Regno Unito, la Tendenza Marxista Internazionale lanciò un periodico scozzese separato chiamato Revolution, che analizza gli eventi in Scozia e propone una posizione marxista in relazione al governo scozzese. La testata di Revolution riporta lo slogan "Per una repubblica operaia scozzese e una rivoluzione socialista mondiale!".
Nel giugno 2017, il redattore di Socialist Appeal Rob Sewell ha affermato che "il movimento in direzione della rivoluzione si sta riflettendo sul piano politico" in Gran Bretagna e che "gli eventi in Gran Bretagna hanno una sorprendente somiglianza con la situazione esistente nel 1931, che Trotsky descritta come una situazione pre-rivoluzionaria ”.
Nel luglio 2021, il Comitato esecutivo nazionale del Partito laburista ha bandito Socialist Appeal e ha stabilito che i suoi membri potevano essere automaticamente espulsi dal Partito laburista.
Nell'aprile 2023, Socialist Appeal ha lanciato il messaggio nazionale "Sei un comunista?" campagna di reclutamento, nel tentativo di raggiungere 1.000 membri in Gran Bretagna.
Nel novembre 2023, all'annuale Revolution Festival del Socialist Appeal, è stato annunciato che aveva superato i 1.100 membri in Gran Bretagna. È stato anche annunciato che nel 2024 Socialist Appeal sarebbe stato rifondato come Partito Comunista Rivoluzionario e che il giornale sarebbe stato ribattezzato The Communist.

## Ideologia

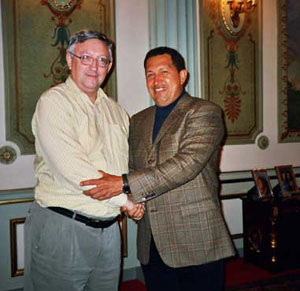
Il principale teorico della Tendenza Marxista Internazionale Alan Woods in un incontro con il presidente venezuelano Hugo Chávez

Socialist Appeal è in ampio accordo con la visione marxista classica secondo cui il capitalismo si traduce intrinsecamente in cicli di espansione e stagnazione, come risultato della sovrapproduzione, dunque non sono possibili i tentativi di prevenirli attraverso il monetarismo o il keynesismo. Pertanto, credono che l'unica soluzione a questo problema sia l'introduzione del socialismo democratico, basato su un'economia pianificata e nazionalizzata, nonché sulla socializzazione delle sue "vette di comando" (vale a dire le 150-200 principali istituzioni finanziarie e aziende). Sostengono che un’economia pianificata è in grado di sostituire la produzione basata sul profitto con la produzione basata sui bisogni.

## Pubblicazioni
"Socialist Appeal" fa riferimento all'omonimo quotidiano quindicinale. Nel settembre 2009, la pubblicazione del Socialist Appeal è passata dal formato di una rivista a un tabloid a colori.
Il gruppo produce e pubblica anche una serie di opuscoli e libri attraverso la divisione editoriale Wellred Books.
Socialist Appeal era anche il nome di due giornali trotskisti britannici associati a Ted Grant negli anni Quaranta: uno era il giornale della Workers International League e subito dopo quello del Partito Comunista Rivoluzionario.
Era anche il nome del giornale del Workers Party of the United States durante il suo periodo di entrismo nel Partito Socialista d'America nel 1936-1938.

## Tendenza Marxista Internazionale

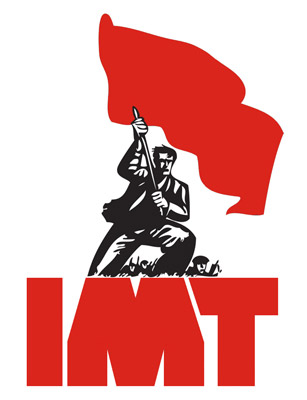
Socialist Appeal è la sezione britannica della Tendenza Marxista Internazionale

Il gruppo internazionale a cui è affiliato Socialist Appeal è noto come Tendenza Marxista Internazionale. In America Latina ha sostenuto la Rivoluzione Bolivariana di Hugo Chávez e la TMI ha istigato la formazione del gruppo di campagna Nessuno tocchi il Venezuela per sostenere Chávez.
La TMI ha pubblicato numerosi libri di Trotsky, Grant e Woods e gestisce il sito web multilingue In Defense of Marxism .
I sostenitori del Socialist Appeal apprezzano molto l'importanza della teoria e dedicano molto spazio nel loro giornale e nel loro sito web ad articoli teorici. Gli editori di Socialist Appeal sostengono che per comprendere il mondo di oggi è necessaria una conoscenza approfondita del marxismo, della storia, dell'economia e della politica. Sostengono anche che l’abbandono della teoria alla fine degli anni ’80 portò la tendenza militante a virare verso una direzione di estrema sinistra.